# شمس الدين أحمد شاه
شمس الدين أحمد شاه ((بالبنغالية: শামসউদ্দীন আহমদ শাহ)‏، (بالفارسية: شمس الدین احمد شاه) ؛ ص. 1433-1436) هو آخر سلطان للبنغال ينتمي إلى أسرة غانيشا. كان ابن وخليفة السلطان جلال الدين محمد شاه. بعد وفاة والده، اعتلى العرش عن عمر يناهز 14 عامًا.

## حياة سابقة
ولد أحمد في الأسرة الحاكمة لسلطنة البنغال، في عهد والده جلال الدين محمد شاه عام 1419. كانوا ينتمون إلى سلالة غانيشا، وكان جد أحمد راجا غانيشا، هندوسي بنغالي. كان والد أحمد قد أسلم عام 1415 وهكذا ولد أحمد مسلما بنغاليا.

## فتره الحكم

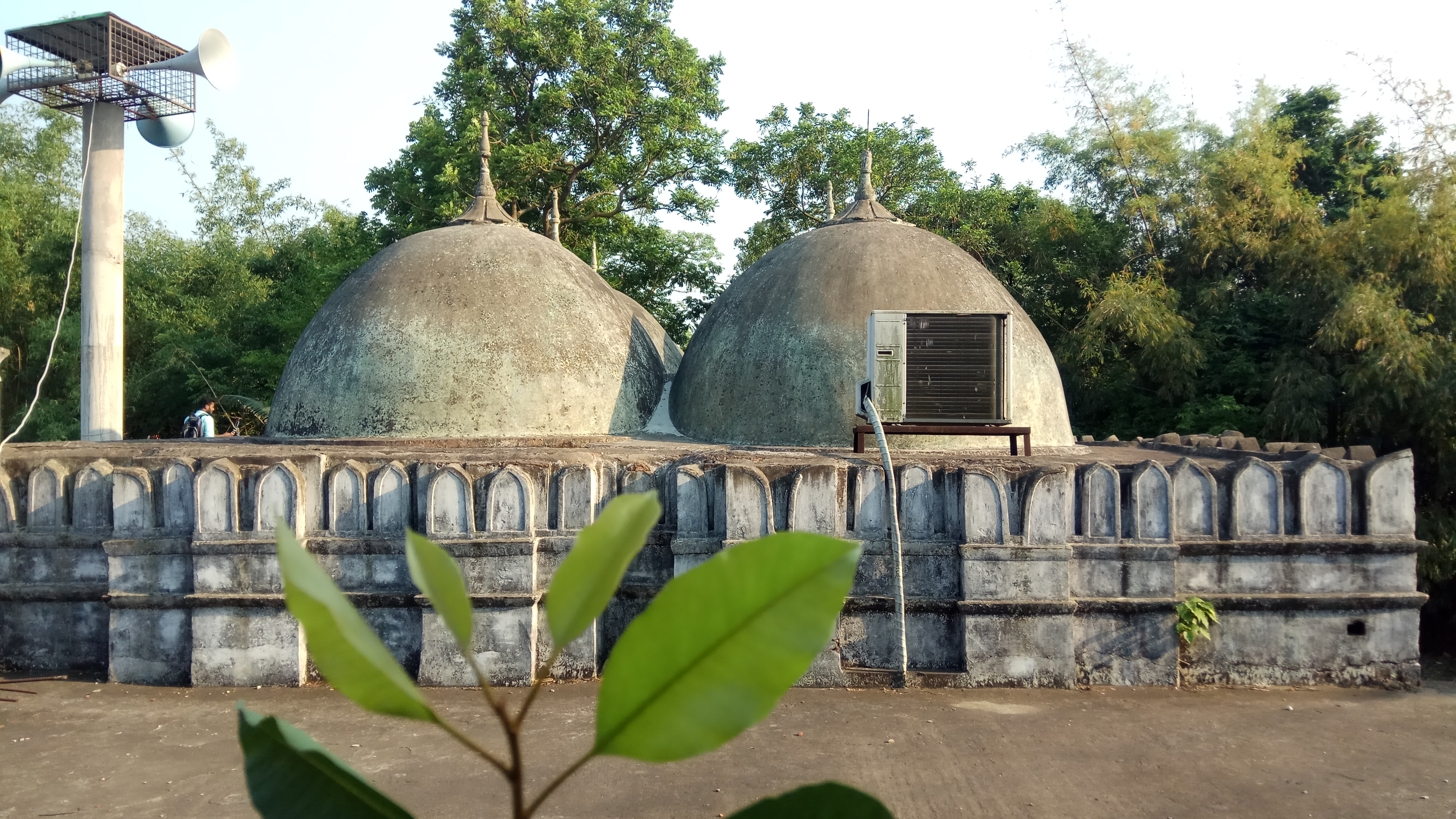
أنشأ فيروز خان وعلي موسى مسجد معظمفور شاهي في عهد أحمد شاه.

توفي والد أحمد في ربيع الثاني عام 837 هـ (نوفمبر / ديسمبر 1433 م)، فتولى أحمد العرش عن عمر يناهز 14 عامًا.
تم بناء مسجد معظمفور شاهي، المجاور لدرقاعة شاه علم شاه لانجر، في ونارغون في عهد أحمد شاه. يذكر النقش الفارسي الموظفين المسؤلين باسم فيروز خان وعلي موسى سلطان.
وفقًا لفريشته، فقد اتبع السياسة الليبرالية لوالده وكان معروفًا بالعدالة والعمل الخيري. كان لوالده علاقات جيدة مع برسباي، وهو سلطان مملوكي كان قد أهدى جلال الدين تنصيبًا وثوبًا وخطاب تقدير. توفي جلال الدين قبل أن يتم إرسال الهدايا الخاصة به إلى برسباي، وبالتالي تُركت المهمة لأحمد شاه لإكمالها. قام أحمد شاه بتأخير الإرسال قليلاً ولكنه مع ذلك أرسل الهدايا الأولية لوالده بينما أضاف المزيد من الهدايا الخاصة به. في المجموع، كانت العبوة تساوي أكثر من 12000 تاكا حمراء وتضمنت الملابس والقطن والزنجبيل والهليلج كابلي والتوابل الأخرى. وغرق المبعوث الذي كان مسافرا من البنغال إلى القاهرة عبر المحيط الهندي بينما كان على ساحل جدة. في عام 1436 أرسل أمير جدة بعض الرجال للبحث في البحر الأحمر عن الهدايا وعادوا بالمنسوجات على الرغم من إتلاف البهارات بالمياه. بعد أن أبلغ الحاكم برسباي بذلك، أمر باعتقال جميع أعضاء السفارة البنغالية، ومصادرة بضائع مبعوثهم، ومنعهم من السفر إلى القاهرة مرة أخرى.

## الموت
حكم أحمد شاه لمدة 3 سنوات فقط وليس له ورثة. اتسم عهده بالفوضى بما في ذلك الغزو الذي قاده إبراهيم شاه شرقي. دفن في ضريح الإكلاخي مع والدته ووالده.
يذكر المؤرخ المعاصر فريشته أن أحد رفاق أحمد شاه، «ناصر الدين غلام»، استولى على العرش بعد وفاته. مؤرخ القرن الثامن عشر غلام حسين سالم يدعي أن أحمد نفسه قُتل على يد اثنين من رفاقه، شادي خان وناصر خان، الذين حاربوا فيما بينهم مع ناصر خان الذي اغتصب السيطرة. تمكن نبلاء البنغال من خلع خان في غضون فترة حكمه القصيرة إما سبعة أيام أو نصف يوم أو بضع ساعات. نصب النبلاء لاحقًا على العرش مزارعًا اسمه محمود، بعد أن أدركوا أنه ينحدر من سلالة إلياس شاهي، سلالة البنغال الحاكمة الافتتاحية.
| شمس الدين أحمد شاه سلالة غانيشا |                         |                           |
| سبقه جلال الدين محمد شاه        | سلطان البنغال 1433–1436 | تبعه ناصر الدين محمود شاه |

## أنظر أيضا
- قائمة حكام البنغال
- تاريخ البنغال
- تاريخ الهند